# دوري الدرجة الأولى البوتاني 1998
دوري الدرجة الأولى البوتاني 1998 هو موسم من دوري الدرجة الأولى البوتاني. فاز فيه Drukpol FC ‏.